# Pi Lambda Phi
Pi Lambda Phi (ΠΛΦ), comunemente nota come Pi Lam, è una confraternita sociale con 145 sezioni (44 sezioni attive/colonie). La confraternita è stata fondata nel 1895 presso l'Università Yale di New Haven, Connecticut.

## Storia
Si sa molto poco delle origini della confraternita. Dopo che nel 1895 alcuni gruppi di uomini furono respinti da altre confraternite della Università Yale a causa del loro background religioso e razziale, Frederick Manfred Werner, Louis Samter Levy e Henry Mark Fisher decisero di dare vita a qualcosa di nuovo. Decisero di fondare la prima confraternita in cui “tutti gli uomini fossero fratelli, indipendentemente dalla loro religione; una confraternita in cui l'abilità, l'apertura mentale, la lungimiranza e un atteggiamento progressista e lungimirante fossero riconosciuti come attributi fondamentali”. Ben presto nacquero sedi in altre università. Sebbene non fosse settaria, fino alla fine della seconda guerra mondiale era prevalentemente ebraica. 
Nel corso della sua storia, tre confraternite nazionali si fusero con Pi Lambda Phi: Phi Beta Delta, Beta Sigma Tau e Beta Sigma Rho.

## Fusione di confraternite

### Phi Beta Delta
Phi Beta Delta fu fondata alla Università Columbia il 4 aprile 1912. I fondatori dichiararono: “Il suo scopo è quello di inculcare nei suoi membri un nobile spirito di lealtà, impegno e studio nei confronti della loro Alma Mater, di sviluppare i più alti ideali di condotta e di promuovere uno stretto legame fraterno attraverso associati accuratamente selezionati”. Phi Beta Delta si fuse con Pi Lambda Phi il 1º febbraio 1941. All'epoca, Pi Lambda Phi contava 20 sezioni attive e Phi Beta Delta 16; considerando i doppioni, la confraternita Pi Lambda Phi contava complessivamente 33 sezioni. Fu in questo periodo che alle sezioni di Pi Lambda Phi fu anteposto il nome dello Stato di appartenenza per distinguere i nomi duplicati in lettere greche. Tutti i membri e gli ex membri di Phi Beta Delta furono ammessi a Pi Lambda Phi.
I fondatori di Phi Beta Delta furono David H. Cohen, Henry C. Fenton, William Haas, Darcy M. Heinemann, Joseph Michtom, Samuel Null, Julius Rudd e Bernard Shapiro. Tutti erano studenti della Columbia University.

### Beta Sigma Tau
Beta Sigma Tau fu fondata nel 1948 al Baldwin–Wallace College, successivamente rinominato Baldwin Wallace University. I fondatori dichiararono che lo scopo della confraternita era “abbattere le barriere tra le persone e creare una base fondata sulla fratellanza e la democrazia che trascendesse le differenze razziali, nazionali e religiose”. Beta Sigma Tau fu incorporata nella Pi Lambda Phi il 1° novembre 1960. Al momento della fusione, Beta Sigma Tau contava 8 capitoli attivi. Il capitolo del Baldwin–Wallace College (OH Beta Tau) è l'unico capitolo sopravvissuto di Beta Sigma Tau. Il fondatore di Beta Sigma Tau fu Stanley Tolliver del Baldwin–Wallace College (1947).
Anche l'Università di Toledo riconobbe un capitolo locale chiamato Beta Sigma Tau dal 1996–2005, senza alcun legame legale o istituzionale con la confraternita nazionale, ma che tuttavia professava di continuare il suo “ideale di trascendere le differenze razziali, nazionali e religiose”.

### Beta Sigma Rho
Beta Sigma Rho fu fondata alla Università Cornell il 12 ottobre 1910. Beta Sigma Rho fu organizzata con il nome Beta Samach, dalla lettera greca Beta e dalla lettera ebraica Samekh, per suggerire l'applicazione dell'idea della società greca alla vita sociale e culturale degli studenti universitari ebrei.
Nel 1950 il rituale Beta Sigma Rho fu modificato per riflettere un punto di vista non settario.
Beta Sigma Rho si è fuse con Pi Lambda Phi il 12 dicembre 1972, aggiungendo 5 capitoli attivi e fondendo 2 capitoli. I due capitoli esistenti presso la Università statale della Pennsylvania non si fusero, quindi in quella scuola il capitolo Beta di Beta Sigma Rho divenne locale, Beta Sigma Beta. L'accordo di fusione stabiliva che “Ogni membro onorario, membro associato e Membro Alunno di Beta Sigma Rho sarebbe diventato membro accreditato di Pi Lambda Phi”.

## Eliminazione dei pregiudizi

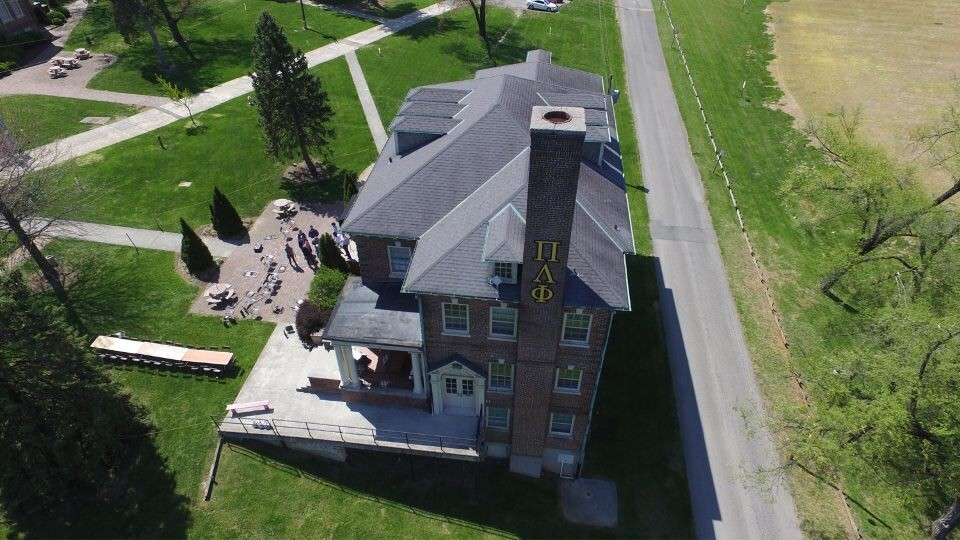
La sede della Pi Lambda Phi presso il Virginia Lambda Kappa Chapter del Roanoke College.

L'Eliminazione del Pregiudizio è l'iniziativa filantropica ufficiale della confraternita. L'organizzazione senza scopo di lucro fu fondata nel 1996 e ha sede a Berea, Ohio. L'Eliminazione del Pregiudizio lavora per creare le condizioni affinché si possano svolgere dibattiti sociali sensibili e promuove i principi di uguaglianza e inclusione al più ampio pubblico possibile. Organizza concorsi di video e saggi e gestisce programmi educativi e ritiri per i giovani. L'Elimination of Prejudice raccoglie fondi per finanziare i programmi sopra citati e altri ancora. Attualmente, l'Eliminazione del Pregiudizio è attiva in 31 campus universitari e università e lavora con quasi 1.000 studenti negli Stati Uniti e in Canada.

## Sviluppo delle borse di studio e delle adesioni
Nel 1938 fu fondata la Pi Lambda Phi Fraternity Foundation con lo scopo di finanziare borse di studio per i membri della confraternita. Nel 1991 fu rifondata con il nome di Pi Lambda Phi Educational Foundation, Inc. La fondazione è il braccio caritatevole della confraternita. Oltre a concedere borse di studio e programmi educativi, la fondazione riconosce il lavoro umanitario di persone esterne alla confraternita attraverso il Pi Lambda Phi Humanitarian Award.

### Pi Lambda Phi University
Pi Lambda Phi University è un programma educativo online gestito dallo staff della sede centrale internazionale.